# ادی کینگ
ادی کینگ (انگلیسی: Eddie King؛ زادهٔ ۱۸۹۰) بازیکن فوتبال است.
از باشگاه‌هایی که در آن بازی کرده‌است می‌توان به باشگاه فوتبال آرسنال و باشگاه فوتبال لیتون اورینت اشاره کرد.